# Walter Edwards
Walter Edwards (8 de enero de 1870 – 12 de abril de 1920) fue un director y actor cinematográfico de nacionalidad estadounidense, activo en la época del cine mudo.
Nacido en el estado de Míchigan, se inició en el cine a principios de los años 1910. Como muchos otros cineastas de la época, alternó la interpretación con la dirección. Como director, realizó más de un centenar de filmes, y como actor participó en casi setenta. En 1916 fue uno de los siete directores de Civilization, una gran producción pacifista producida por Thomas H. Ince.
Walter Edwards falleció en Honolulu, Hawái, en 1920.

## Selección de su filmografía

### Director
- On Secret Service (1912)
- Blood Will Tell (1912)
- The War Correspondent (1913)
- A Black Conspiracy (1913)
- The Gun Fighter (1915)
- Civilization, codirigida con Reginald Barker, Thomas H. Ince, Raymond B. West y otros (1916)
- The Man from Funeral Range (1918)
- Viviette (1918)
- I Love You (1918)
- A Lady in Love (1920)
- Young Mrs. Winthrop (1920)

### Actor
- Loaded Dice, de Burton L. King (1913)
- Days of '49, de Thomas H. Ince (1913)
- The Trap, de Charles Giblyn (1914)